# رويال إف. أوكس
رويال إف. أوكس (بالإنجليزية: Royal F. Oakes)‏ هو محامي أمريكي، ولد في 1952.